# Фракція (Італія)

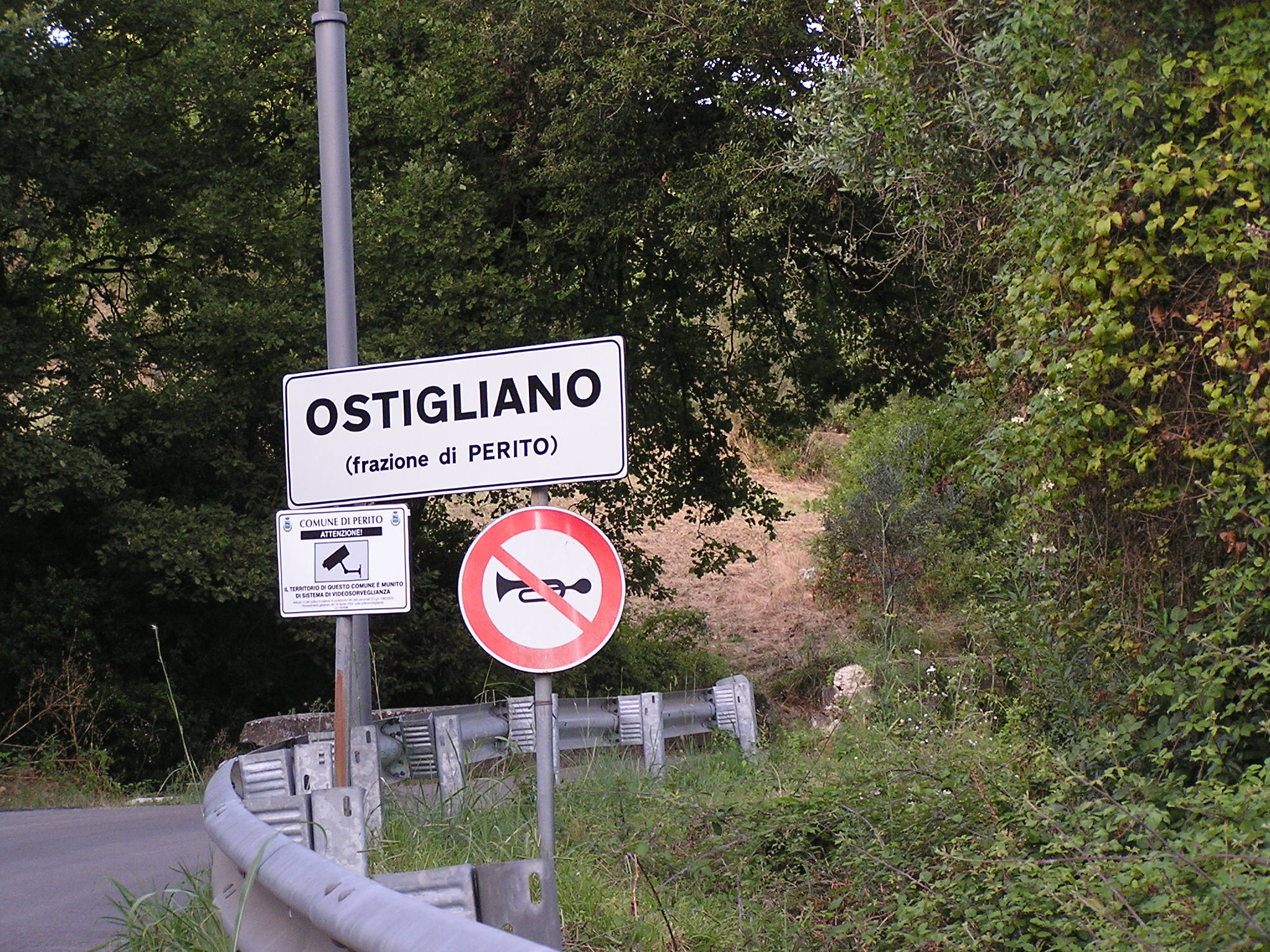
Дорожній знак на в'їзді в Остільяно — фракцію комуни Періто

Фракція (італ. frazione) — в Італії територіально та адміністративно відокремлена частина комуни.
Вже у виданому в 1819 році списку комун Ломбардо-Венеціанського королівства до багатьох з них були приписані фракції. Зі статистичними цілями фракції вперше були виділені при підготовці перепису населення 1931 року, коли комуни були зобов'язані надати карти своїх територій у масштабі 1:25 000 з поділом території на фракції. Стаття 9 закону Італійської Республіки «Про впорядкування реєстрації жителів» від 24 грудня 1954 року наказала комунам при необхідності виділяти зі свого складу фракції.
Згідно з чинним на середину 2017 року законодавством, фракція повинна являти собою населену частину не менше, ніж з 15 сімей, або декілька населених частин, що тяжіють до єдиного центру. У фракції може бути свій віцемер (італ. prosindaco) з обмеженими повноваженнями, що представляє на території фракції мера комуни та є членом комунальної джунти.
Фракції можуть утворюватися як в результаті виділення окремих територій у складі комуни, так і після об'єднання декількох комун в одну.